# Francisco de Andrade
Francisco Manuel Vieira Rebello de Andrade (ur. 16 sierpnia 1923, zm. 28 kwietnia 2021) – portugalski żeglarz sportowy. Brązowy medalista olimpijski z Helsinek.
Zawody w 1952 były jego jedynymi igrzyskami olimpijskimi. Był trzeci w klasie Star. Płynął wówczas wspólnie z Joaquimem Fiúzą.